# Paul Winfield
Paul Edward Winfield (22 de maig de 1939 – 7 de març de 2004), guanyador d'un Premi Emmy i nominat per l'Acadèmia, va ser un actor del cinema i la televisió estatunidenc.
Va ser conegut per la seva actuació en la pel·lícula Sounder i com a Martin Luther King en la minisèrie de televisió King. Fora de càmera, Winfield narrava la sèrie de televisió City Confidencial.

## Biografia

### Carrera
Winfield va tenir una variada carrera en el cinema, televisió, teatre i doblatge, i hi va sobresortir en un moment en el qual els actors afroamericans tenien hi poc pes específic. La seva primera gran pel·lícula va ser The Lost Man protagonitzada per Sidney Poitier. Winfield va ser conegut per primera vegada per les audiències de televisió quan va aparèixer diversos anys davant de Diahann Carroll en el programa de televisió Julia. Filmat durant un repunt de les tensions racials als Estats Units, l'espectacle era l'únic en què s'incloïa un afroamericà com a personatge principal. També va ser Martin Luther King el 1978 en la miniserie King.
El 1973, Winfield va ser nominat per a l'Oscar al millor actor per la pel·lícula de 1972 Sounder i la seva coprotagonista en aquesta pel·lícula, Cicely Tyson, va ser nominada per a l'Oscar a la millor actriu. Abans de la seva presentació de candidatures, només altres dos actors afroamericans, Dorothy Dandridge i Sidney Poitier havien estat nominats per a un paper de primer ordre. Va aparèixer el 2003 en el remake de Disney Sounder. Winfield va interpretar Jim l'esclau en Huckleberry Finn (1974), musical basat en la novel·la de Mark Twain. Winfield recorda que, quan era un jove actor, va fer Of Mice and Men en el repertori local, compost per un blanc, ja que un actor negre era impensable que l'interpretés. Winfield també va protagonitzar minisèries, com Roots: The Next Generations, Queen: The Story of an American Family i Scarlett.
L'actor va tenir molts fans pel seu breu però memorable paper en diversos programes de TV i pel·lícules de ciència-ficció. Va retratar el capità Clark Terrell, en Star Trek II: La ira de Khan i el tinent Traxler en el thriller de ciència-ficció The Terminator, protagonitzada per Arnold Schwarzenegger i dirigida per James Cameron. En la pantalla petita, en Star Trek, es presenta com un capità estranger. També va actuar en Babylon 5, com el general Richard Franklin, el pare del Dr. Stephen Franklin, en la segona temporada.
Winfield també va tenir papers de personatges gais en les pel·lícules Mike's Murder de 1984 i novament el 1998 en la pel·lícula Relax ...'s Just Sex.
Winfield va trobar l'èxit fora de la càmera a causa de la seva singular veu. Va ser actor de doblatge en les sèries de dibuixos Spider-Man, The Magic School Bus, Batman Beyond, K10C, i Els Simpson. En la seva carrera d'enregistraments de veu, tal vegada és més conegut com el narrador de la sèrie City Confidencial, un paper que va començar el 1998 i va continuar fins a la seva mort, el 2004.
Al llarg de la seva carrera, Winfield, freqüentment va ser requerit per al teatre. La seva única producció a Broadway va ser Checkmates el 1988, coprotagonitzada per Ruby Dee; va ser també el debut a Broadway de Denzel Washington. També va aparèixer en produccions en el Mark Taper Forum a Los Angeles, i El Teatre de Shakespeare a Washington DC.
Va ser nominat per a un Premi Emmy pel seu paper en King i Roots: The Next Generations. Va guanyar un Premi Emmy, el 1995, per la seva aparició com el jutge Harold Nance en un episodi de la CBS Picket Fences.

### Vida privada
Winfield va néixer a Los Angeles, Califòrnia, fill de Lois Beatrice. El seu padrastre va ser Clarence Winfield, un treballador de la construcció. Va anar a la Universitat de Portland, Universitat Stanford, Los Angeles City College i la Universitat de Califòrnia, a Los Angeles. Va ser obertament homosexual en la seva vida privada, però es va mantenir discret davant l'opinió pública.
Winfield va morir d'un atac al cor el 2004 amb 64 anys. La seva parella durant 30 anys, l'arquitecte Charles Gillan, Jr., va morir el 5 de març de 2002 de càncer d'ossos. Van ser enterrats en Forest Lawn Memorial Park (Hollywood Hills).

## Filmografia
Filmografia:
| Cinema    | Cinema                                           | Cinema                     | Cinema                                                    |
| Any       | Film                                             | Paper                      | Notes                                                     |
| --------- | ------------------------------------------------ | -------------------------- | --------------------------------------------------------- |
| 1967      | Who's Minding the Mint?                          | Garbage man                | No surt als crèdits                                       |
| 1970      | R. P. M.                                         | Steve Dempsey              |                                                           |
| 1971      | Germà John (Brother John)                        | Henry Birkart              |                                                           |
| 1972      | Trouble Man                                      | Chalky Price               |                                                           |
| 1972      | Sounder                                          | Nathan Lee Morgan          |                                                           |
| 1973      | Gordon's War                                     | Gordon Hudson              |                                                           |
| 1974      | Conrack                                          | Mad Billy                  |                                                           |
| 1974      | Huckleberry Finn                                 | Jim                        |                                                           |
| 1975      | Hustle                                           | sergent Louis Belgrave     |                                                           |
| 1976      | High Velocity                                    | Watson                     |                                                           |
| 1977      | Damnation Alley                                  | Keegan                     |                                                           |
| 1977      | La història de Cassius Clay (The Greatest)       | Lawyer                     |                                                           |
| 1977      | Green Eyes                                       | Lloyd Dubeck               |                                                           |
| 1977      | Twilight's Last Gleaming                         | Willis Powell              |                                                           |
| 1978      | A Hero Ain't Nothin' but a Sandwich              | Butler                     |                                                           |
| 1981      | Digue'm Sr. Charly (Carbon Copy)                 | Bob Garvey                 |                                                           |
| 1982      | Gos blanc (White Dog)                            | Keys                       |                                                           |
| 1982      | Star Trek II: The Wrath of Khan                  | capità Clark Terrell       |                                                           |
| 1983      | On the Run                                       | Harry                      |                                                           |
| 1984      | The Terminator                                   | tinent Ed Traxler          |                                                           |
| 1984      | Mike's Murder                                    | Philip                     |                                                           |
| 1986      | Blue City                                        | Luther Reynolds            |                                                           |
| 1987      | Death Before Dishonor                            | ambaixador                 |                                                           |
| 1987      | Una banda de dos (Big Shots)                     | Johnnie Red                |                                                           |
| 1988      | The Serpent and the Rainbow                      | Lucien Celine              |                                                           |
| 1990      | Presumpte innocent (Presumed Innocent)           | jutge Larren Lyttle        |                                                           |
| 1993      | Màxim risc (Cliffhanger)                         | Walter Wright              |                                                           |
| 1993      | Daniel, el trapella                              | cap de policia             |                                                           |
| 1994      | The Killing Jar                                  | jutge                      | Títol alternatiu: Trapped                                 |
| 1995      | In the Flesh                                     | William Stone              |                                                           |
| 1996      | Original Gangstas                                | reverend Dorsey            | Títol alternatiu: Hot City                                |
| 1996      | Mars Attacks!                                    | tinent general Casey       |                                                           |
| 1997      | Strategic Command                                | Rowan                      |                                                           |
| 1998      | Assignment Berlin                                | Al Spector                 |                                                           |
| 1998      | Tranquil, només és sexe (Relax... It's Just Sex) |                            |                                                           |
| 1999      | Catfish in Black Bean Sauce                      | Harold Williams            |                                                           |
| 2000      | Knockout                                         | Ron Regent                 |                                                           |
| 2001      | Vegas, City of Dreams                            | Edgar Jones                |                                                           |
| 2002      | El segon ha de morir (Second to Die)             | detectiu Grady             |                                                           |
| Televisió |                                                  |                            |                                                           |
| Any       | Títol                                            | Paper                      | Notes                                                     |
| 1965      | Perry Mason                                      | Mitch                      | 1 episodi                                                 |
| 1966      | The Man from U.N.C.L.E.                          | EP The Minus x Affair      | policia militar                                           |
| 1966      | Daktari                                          | Roy Kimba                  | 2 episodis                                                |
| 1967      | Cowboy in Africa                                 | Kabutu                     | 1 episodi                                                 |
| 1968      | Mission: Impossible                              | Klaus                      | 1 episodi                                                 |
| 1969      | Mannix                                           | Walter Lucas               | 1 episodi                                                 |
| 1970      | The Young Rebels                                 | Pompey                     | 1 episodi                                                 |
| 1973      | The Horror at 37,000 Feet                        | Dr. Enkalla                | Telefilm                                                  |
| 1974      | It's Good to Be Alive                            | Roy Campanella             | Telefilm                                                  |
| 1977      | Green Eyes                                       | Lloyd Dubeck               | Telefilm                                                  |
| 1978      | King                                             | Dr. Martin Luther King Jr. | Minisèries                                                |
| 1979      | Backstairs at the White House                    | Emmett Rogers Sr.          | Minisèries                                                |
| 1980      | Angel City                                       | Cy                         | Telefilm                                                  |
| 1981      | The Sophisticated Gents                          | Richard "Bubbles" Wiggins  | Telefilm                                                  |
| 1982      | The Blue and the Gray                            | Jonathan Henry             | Minisèries                                                |
| 1983      | For Us the Living: The Medgar Evers Story        |                            | Telefilm                                                  |
| 1984      | The Fall Guy                                     | Bert Perkins               | 1 episodi                                                 |
| 1985      | Murder, She Wrote                                | tinent Starkey             | 1 episodi                                                 |
| 1986      | Under Siege                                      | Andrew Simon               | Telefilm                                                  |
| 1987      | Mighty Pawns                                     | Mr. Wright                 | Telefilm                                                  |
| 1987–1988 | The Charmings                                    | The Magic Mirror           | 19 episodis                                               |
| 1988–1990 | 227                                              | Julian C. Barlow           | 24 episodis                                               |
| 1989      | The Women of Brewster Place                      | Sam Michael                | Minisèries                                                |
| 1989      | Wiseguy                                          | Isaac Twine                | 6 episodis                                                |
| 1990      | L.A. Law                                         | Derron Holloway            | 4 episodis                                                |
| 1991      | Family Matters                                   | Jimmy Baines               | 1 episodi                                                 |
| 1991      | Star Trek: The Next Generation                   | capità Dathon              | 1 episodi                                                 |
| 1993      | Irresistible Force                               | comandant Toole            | Telefilm                                                  |
| 1994      | Scarlett                                         | Big Sam                    | Minisèrie                                                 |
| 1994–1998 | The Magic School Bus                             | Mr. Ruhle                  | veu                                                       |
| 1995      | Tyson                                            | Don King                   | Telefilm                                                  |
| 1995      | Babylon 5                                        | general Richard Franklin   | 1 episodi                                                 |
| 1995      | White Dwarf                                      | Dr. Akada                  | Telefilm                                                  |
| 1995–1996 | Gargoyles                                        | veu de Jeffrey Robbins     | Temporada 2, episodi 4: "A Lighthouse in the Sea of Time" |
| 1995–2003 | Touched by an Angel                              | Sam                        | 13 episodis                                               |
| 1996      | Second Noah                                      | Ramses                     | 1 episodi                                                 |
| 1998      | Walker, Texas Ranger                             | pastor Roscoe Jones        | 1 episodi                                                 |
| 1999–2004 | City Confidential                                | narrador                   | 94 episodis                                               |
| 1999      | Strange Justice                                  | Thurgood Marshall          | Telefilm                                                  |
| 2002      | Crossing Jordan                                  | Dr. Phillip Sanders        | 1 episodi                                                 |
| 2003      | Sounder                                          | mestre Kindly              | Telefilm                                                  |

## Premis i nominacions
| Any  | Premi                                 | Resultat  | Categoria                                                                | Film o sèrie                            |
| ---- | ------------------------------------- | --------- | ------------------------------------------------------------------------ | --------------------------------------- |
| 1973 | Academy Award                         | Nominada  | Best Actor in a Leading Role                                             | Sounder                                 |
| 2004 | Black Reel Awards                     | Nominada  | Television: Best Supporting Actor                                        | Sounder                                 |
| 1997 | Premi Daytime Emmy                    | Nominada  | Outstanding Performer in a Children's Special                            | The Legend of Gator Face                |
| 1982 | Premi NAACP Image                     | Guanyador | Premi NAACP Image per un actor en un telefilm, minisèrie sèrie dramàtica | The Sophisticated Gents                 |
| 1978 | Primetime Emmy Award                  | Nominada  | Premi Emmy per actor en minisèrie o telefilm                             | King                                    |
| 1979 | Primetime Emmy Award                  | Nominada  | Premi Emmy per actor en minisèrie o telefilm                             | Roots: The Next Generations (episodi V) |
| 1995 | Primetime Emmy Award                  | Guanyador | Prem Primetime Emmy per actor convidat                                   | Picket Fences (episodi "Enemy Lines")   |
| 1999 | St. Louis International Film Festival | Guanyador | Premi Lifetime Achievement                                               | —                                       |